# HMS Svärdfisken (1914)
Pour les autres navires du même nom, voir HMS Svärdfisken.
Le HM Svärdfisken (en suédois, « Espadon ») est un sous-marin de classe Svärdfisken, utilisé par la Marine royale suédoise à partir de 1914.

## Conception
La classe Svärdfisken tire ses origines du Hvalen acheté en Italie. Ces bateaux étaient du type Fiat-Laurenti, alors très moderne, avec une longue coque sous pression étroite et une coque externe bien profilée. L’armement était constitué de deux tubes lance-torpilles de 457 mm M/1904-12. Sur le pont se trouvait un canon de 37 mm modèle 98 qui, après la Première Guerre mondiale, a été échangé contre un canon de 57 mm 1919. Les deux bateaux étaient très populaires auprès de leurs équipages et n’ont été mis hors service qu’en 1936.

## Carrière
Le navire a été commandé à Kockums Mekaniska Verkstads AB à Malmö, comme son sister-ship le HM Tumlaren, et lancé le 30 août 1914. Il a rejoint la flotte à la fin de la même année, le 12 octobre 1914.
Le navire a été retiré du service le 27 novembre 1936 et son sort ultérieur est inconnu.